# Elena Cotta
Elena Cotta Ramusino, in arte Elena Cotta (Milano, 19 agosto 1931), è un'attrice italiana.

## Biografia
È entrata da ragazza all'Accademia nazionale d'arte drammatica di Roma, vincendo una borsa di studio. I suoi insegnanti sono stati, tra gli altri, Wanda Capodaglio, Sergio Tofano, Orazio Costa, Rossana Masi, Vittorio Gassman, Silvio d'Amico; vi è rimasta solo un anno, per cominciare a calcare subito le scene con la Compagnia dei giovani con Giorgio De Lullo e Rossella Falk.

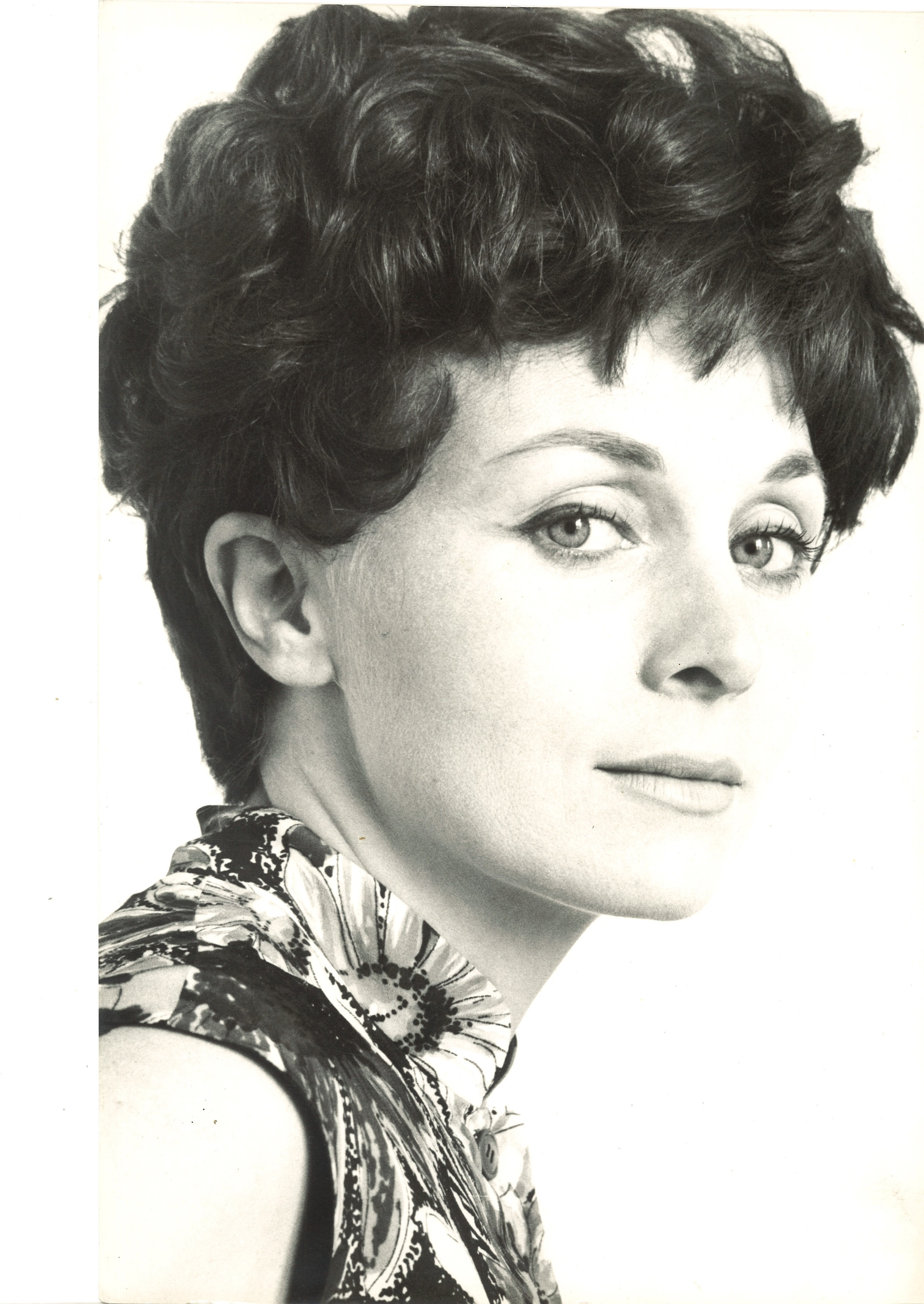
Elena Cotta

È stata tra le prime attrici a fare parte dei grandi sceneggiati televisivi, quando venivano trasmessi in diretta televisiva: ha interpretato tra gli altri Tessa la ninfa fedele nel 1955 e Giulietta in Giulietta e Romeo.
Si è dedicata prevalentemente al teatro, quasi sempre accanto a suo marito Carlo Alighiero: un esempio fra tanti la tournée in Cina e in Russia con Arlecchino servitore di due padroni.
Nel cinema ha lavorato sporadicamente: è stata coprotagonista in Terza generazione, film australiano, nella parte della madre di Greta Scacchi. Nel 2012 è stata nuovamente coprotagonista nel film Via Castellana Bandiera per la regia di Emma Dante, che è anche tra le interpreti, insieme ad Alba Rohrwacher.
Il 7 settembre 2013 ha ottenuto la Coppa Volpi per la migliore interpretazione femminile alla Mostra internazionale d'arte cinematografica di Venezia per il film Via Castellana Bandiera.
Nel 2021 ha lavorato nella produzione cinematografica del film Tutti a bordo, per la regia di Luca Miniero, uscito nelle sale l'anno successivo, il 29 settembre 2022.
È vedova dal 2021 dell'attore e autore Carlo Alighiero, dal quale ha avuto due figlie, Barbara e Olivia.

## Televisione

Elena Cotta ai tempi dell'esordio con Tessa (1957)

- Tessa la ninfa fedele, regia di Mario Ferrero, trasmesso il 30 novembre 1957
- Lorenzaccio, di Alfred De Musset, regia di Mario Ferrero, trasmessa il 19 novembre 1954.
- I nostri sogni, regia di Guglielmo Morandi, trasmessa il 21 gennaio 1955.
- Invito al sogno, di Jean Jacques Bernard, regia di Mario Ferrero, trasmessa il 4 febbraio 1955.
- Baci perduti,commedia di André Birabeau, regia Silverio Blasi, di 15 luglio 1955
- Romanzo, regia di Daniele D'Anza, trasmessa il 5 ottobre 1956.
- La casa del sonno, di Carlo Bertolazzi, regia di Sandro Bolchi, trasmessa il 10 ottobre 1958.
- Il successo, di Alfredo Testoni, regia di Giorgio De Lullo, trasmessa il 9 settembre 1963.
- Savina, regia di Sergio Velitti, da un originale televisivo di Mario Mattolini, trasmessa nel 1966.

Tra le altre interpretazioni come protagonista:
- Giulietta e Romeo, regia di Franco Enriquez.
- Le due verità, regia di Giuseppe Fina[3].
- Diversa dagli altri, regia di Luigi Perelli.
- Due per tre - sit-com TV, episodio "Guerra e pace", regia di Roberto Valentini (1999).
- Yara, regia di Marco Tullio Giordana (2021)

## Prosa radiofonica Rai
- Un ballo in maschera, commedia di Michail J. Lermontov, regia di Alessandro Brissoni, trasmessa il 27 gennaio 1960.
- L'eco della vittoria, di Arturo Loria, regia di Umberto Benedetto, 1960.
- Un nuovo modo di pagare i vecchi debiti, di Philip Massinger, regia di Giorgio Bandini, trasmessa il 24 febbraio 1961.
- La moglie provocata, commedia di John Vanbrugh, regia di Vittorio Sermonti trasmessa il 21 febbraio 1962
- Le ragazze delle Lande, originale radiofonico di Pia D'Alessandro, regia di Pietro Masserano Taricco, 1970.

## Teatro
Dai ruoli di attrice giovane, col passare degli anni diventa prima attrice o di carattere, sostenendo sia ruoli comici che drammatici.
Il suo debutto in teatro è con la Compagnia dei Giovani in Una donna dal cuore troppo piccolo con Giorgio De Lullo, Rossella Falk, Tino Buazzelli, Romolo Valli, Annamaria Guarnieri e Elsa Albani. Con la stessa compagnia interpreterà uno dei personaggi più belli della sua carriera, Irina nelle Tre sorelle di Anton Čechov con la regia di Giorgio De Lullo.
Ha lavorato anche in altri allestimenti per la regia di Franco Enriquez, Mario Ferrero, Giorgio Bandini, Orazio Costa, Carlo Alighiero, Andrea Camilleri, Dario Fo, Daniele D'Anza.
È un'attrice che si cimenta nel personaggio di Amleto nella rappresentazione di Riccardo Bacchelli, con l'adattamento e la regia di Carlo Alighiero, con cui condivide vita e teatro e con il quale nel 1975 fonda la Compagnia teatrale, ATA Teatro, tuttora operante. Con il marito fa parte anche di una società che gestisce il Teatro Manzoni di Roma dal 1986, e in questi anni diventa una delle attrici predilette del pubblico del Manzoni dove ha un grande successo con spettacoli come Una donna nella mente e Cari Bugiardi di Alan Ayckbourn, Tutti pazzi per Susan (The Curious Savage) di John Patrick.

## Collaborazioni
- La Compagnia dei Giovani[2] De Lullo-Falk-Valli-Albani oltre allo spettacolo Una donna dal cuore troppo piccolo di Fernand Crommelynck, prende parte a vari spettacoli: Lo stratagemma dei bellimbusti di Farquard, Il successo di Testoni, La calunnia di Lillian Hellman, Il confidente di Diego Fabbri, I due gentiluomini di Verona di Shakespeare, Le tre sorelle di Anton Čechov, regie di Giorgio De Lullo, Mario Ferrero, Giorgio Bandini.
- Lo Stabile di Bari: Assassinio nella cattedrale, di T. S. Eliot, regia Orazio Costa, con Salvo Randone e Andrea Checchi e Carlo Alighiero; Ispezione di Ugo Betti, regia Guido Salvini; Zona grigia di Giovanni Calendoli[5] e L'innocenza di Camilla di Massimo Bontempelli, regie di Andrea Camilleri.
- Compagnia Ugo Tognazzi-Lia Zoppelli-Isabella Riva-Elena Cotta, con cui recita in varie commedie per la regia di Daniele D'Anza.
- Con Franco Enriquez in vari spettacoli: tra cui La bisbetica domata di William Shakespeare, con Valeria Moriconi e Glauco Mauri Corrado Pani, Luca Ronconi con cui andranno tournée in Inghilterra; con gli stessi attori prende parte a Sogno di una notte di mezza estate di Shakespeare.

## Attività teatrale con la propria compagnia
Dal 1962 Elena Cotta e Carlo Alighiero, con la loro compagnia teatrale, mettono in scena testi di Vladimiro Cajoli, Marcel Achard, Dario Fo, Agatha Christie.
Un'intensa produzione teatrale tra cui spiccano gli spettacoli Per una giovinetta che nessuno piange, novità che debutta al teatro Eliseo di Roma, di Renato Mainardi (Premio I.D.I.), regia di Arnoldo Foà; e Il pellegrino del nord-est, a San Miniato, con Renato De Carmine e Carlo Alighiero, per la regia di Ruggero Jacobbi.
Dal 1975 Elena Cotta e Carlo Alighiero formano una nuova compagnia teatrale: il Gruppo A.T.A. Teatro (Attori-Tecnici-Autori), e da allora prendono parte come protagonisti nei seguenti lavori, in molti dei maggiori teatri italiani:
- Edipo di Seneca, regia di Aurelio Pierucci.
- La Betise bourgeoise da Fëdor Dostoevskij, regia di Fernando Balestra.
- Amleto, di Riccardo Bacchelli, nel ruolo di Amleto, regia e adattamento di Carlo Alighiero.
- Caldo e freddo di Fernand Crommelynck, con Milla Sannoner, Massimo Ghini, regia e adattamento di Carlo Alighiero.
- Pene d'amore perdute di William Shakespeare, regia di Marco Parodi.
- Maria Stuart di Friedrich Schiller, regia di Alberto Gagnarli.
- La dodicesima notte di William Shakespeare, regia e adattamento di Carlo Alighiero.
- La vedova scaltra di Carlo Goldoni, regia e adattamento di Augusto Zucchi.
- Occupati d'Amelia di Georges Feydeau, regia di Marco Parodi.
- Lia rispondi di Turi Vasile, regia di José Quaglio.

## Il teatro Manzoni
Nel 1985 la Compagnia Elena Cotta-Carlo Alighiero è entrata nella gestione del Teatro Manzoni di Roma.
In questi anni Elena Cotta ha interpretato al teatro Manzoni:
- Santa Giovanna di George Bernard Shaw, regia di Carlo Alighiero.
- Un cappello di paglia di Firenze di Eugène Labiche, regia di Carlo Alighiero.
- Finalmente soli di Lawrence Roman, regia di Carlo Alighiero.
- Senti chi parla di F. Derek regia di Carlo Alighiero.
- La commedia dell'arte e il teatro comico di Carlo Goldoni, regia e adattamento di Carlo Alighiero.
- Quando il gatto non c'è di Mortimer e Cook, con Maria Teresa Bax, Ennio Coltorti, regia di Ennio Coltorti.
- Castigo e delitto di Pier Benedetto Bertoli[8], con Antonio Pierfederici, regia di Ugo Gregoretti.
- Disse mamma non andare di Charlotte Keatley, con Fiorenza Marchegiani e Sabina Vannucchi, regia di Giovanni Lombardo Radice.
- Cari bugiardi di Alan Ayckbourn, regia di Carlo Alighiero.
- Una donna nella mente, di Alan Ayckbourn, regia di Carlo Alighiero.
- Tutti pazzi per Susan (The Curious Savage) di John Patrick, regia di Carlo Alighiero.

## Cinema
Esordisce nel cinema in La leggenda del Piave del 1952 con Gianna Maria Canale, regia di Riccardo Freda.
Seguono Arriva la banda con Matteo Spinola, regia Tanio Boccia, Le ali della libertè con Roberto Herlitzka, regia di Valerio D'Annunzio.
È stata coprotagonista in Terza generazione, regia di Kate Woods, film girato in Australia. Interpretava il ruolo della madre di Greta Scacchi.

## Filmografia parziale

### Cinema
- La leggenda del Piave, regia di Riccardo Freda (1952)
- Arriva la banda, regia di Tanio Boccia (1959)
- Le tue mani sul mio corpo, regia di Brunello Rondi (1970)
- Terza generazione (Looking for Alibrandi), regia di Kate Woods (2000)
- Via Castellana Bandiera, regia di Emma Dante (2013)
- Il camionista, regia di Lucio Gaudino (2016)
- Dove cadono le ombre, regia di Valentina Pedicini (2017)
- Loro, regia di Paolo Sorrentino (2018)
- L'uomo senza gravità, regia di Marco Bonfanti (2019)
- Carla, regia di Emanuele Imbucci (2021)
- Yara, regia di Marco Tullio Giordana (2021)
- Tutti a bordo, regia di Luca Miniero (2022)
- Il punto di rugiada, regia di Marco Risi (2024)

### Televisione
- Lungo il fiume e sull'acqua, regia di Alberto Negrin - miniserie TV (1973)
- Diagnosi, regia di Mario Caiano – miniserie TV (1975)
- Il miracolo - serie TV, 2 episodi (2018)
- Ostaggi, regia di Eleonora Ivone - film TV (2021)

## Doppiaggio
- Georgann Johnson in Il segreto di Kate
- Julianna McCarthy in L'ombra della notte
- Daniele Valente in Vita di oggi